# Priamo
Priamo (in greco antico: Πρίαμος?, Príamos; in latino Priamus) è un personaggio della mitologia greca. Fu il Re di Troia durante la guerra di Troia e morì nella notte della caduta della città.

## Genealogia
Priamo era il figlio ultimogenito di Laomedonte e di Strimo o Placia (figlia di Otreo) o Leucippe.

### Matrimoni, concubine e progenie
Priamo si sposò tre volte ed ebbe numerose concubine e schiave. La sua progenie fu numerosissima. Secondo la versione più diffusa il numero totale dei suoi figli arriverebbe al numero tondo di cinquanta mentre altre fonti parlano di cinquanta maschi e cinquanta femmine.
In prime nozze sposò Arisbe da cui nacque il figlio Esaco : i due erano giovanissimi e a quanto pare Priamo non era ancora re. Priamo in seguito ripudiò Arisbe in favore di Ecuba (o Ecabe) da cui ebbe Ettore (l'eroe dell'Iliade ed erede al trono), Paride, Deifobo, l'indovino Eleno, Pammone, Polite, Antifo, Hipponoo, il primo Polidoro, Troilo e le figlie Creusa, Laodice, Polissena, Cassandra (gemella di Eleno)  e Iliona. L'ultima moglie fu Laotoe (da lui sposata senza ripudiare Ecuba): da lei ebbe due maschi, Licaone e il secondo Polidoro che fu il suo ultimogenito.
Tra i figli avuti da schiave o concubine i più noti sono Democoonte, Gorgitione (avuto da Castianira), Cebrione, Mestore e Medesicaste.

## Mitologia

### La guerra di Eracle
Apollodoro scrive che fu il quinto ed ultimogenito avuto dal padre (re Laomedonte) con la moglie Strimo e che fu chiamato con il nome Podarce (il pié veloce).

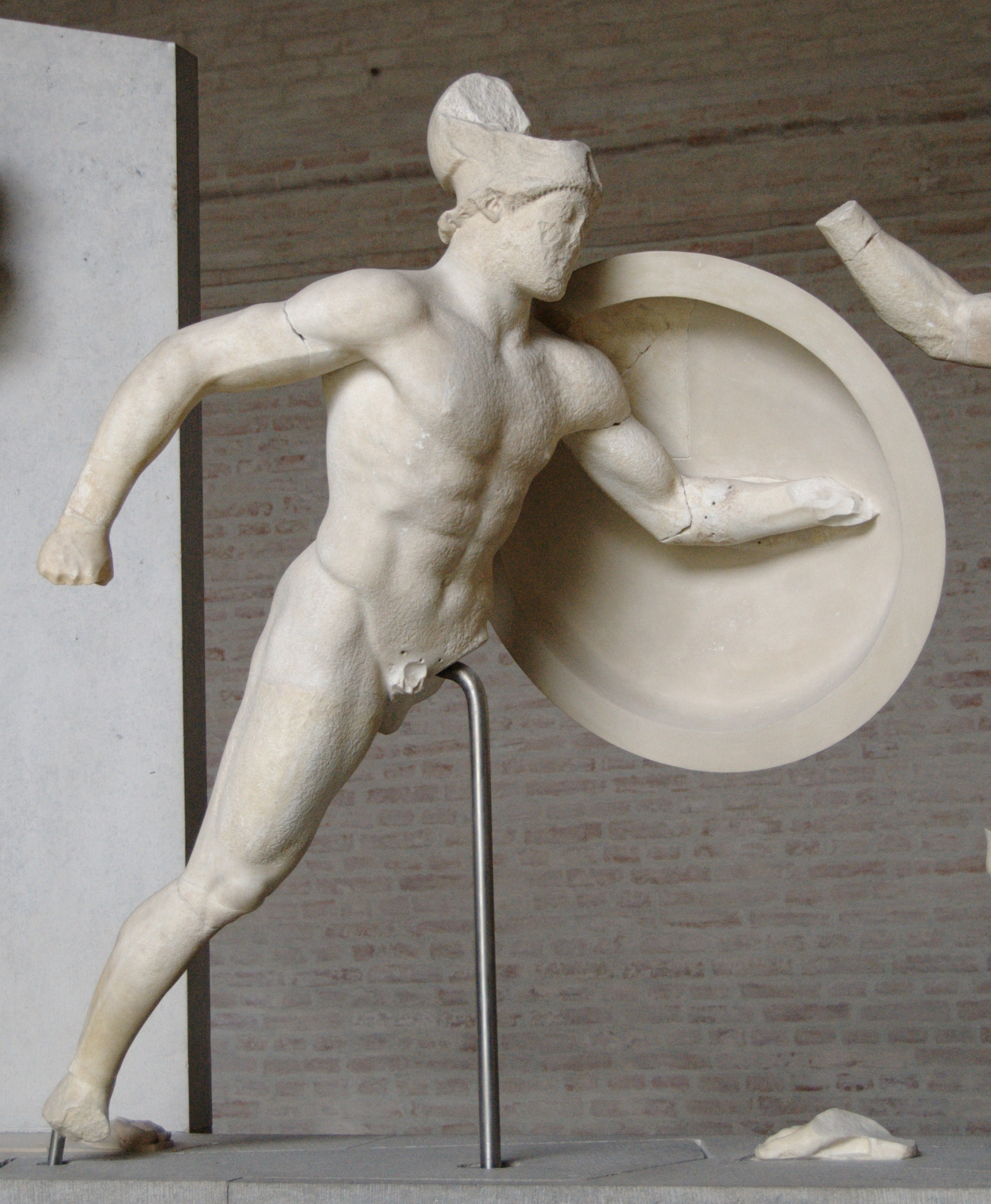
Guerriero troiano detto "Priamo", figura E-II del frontone occidentale del Tempio di Afaia, ca. 485–480 a.C., Monaco, Glyptothek.

Durante la sua infanzia, suo padre non mantenne la parola data ad Eracle (riguardo al pagamento di un debito) e da costui fu attaccato, subendo così una guerra dove finì ucciso assieme ad alcuni dei suoi figli. 
Eracle inoltre, finita la guerra, premiò il compagno Telamone con Esione (una figlia di Laomedonte e Strimo) alla quale permise di portare con sé un prigioniero (Podarce) per il quale fu però deciso che doveva essere riscattato come schiavo: così lei, come prezzo del riscatto diede il velo che le copriva la testa ed il giovane Podarce fu chiamato Priamo  vale a dire " il riscattato ".

 In seguito a questi fatti Priamo salì al trono della città di Troia. 

Diodoro Siculo scrive invece che Priamo si oppose alla guerra con Eracle e che disse al padre di pagare il debito al semidio greco.

### La guerra di Troia
Omero racconta che prima della guerra di Troia, re Priamo ebbe una rispettabile carriera militare combattendo a fianco del re Migdone di Frigia contro le Amazzoni (quest'ultime divenute sue alleate nel conflitto contro gli Achei) e che fu un esperto guidatore di carri bellici.

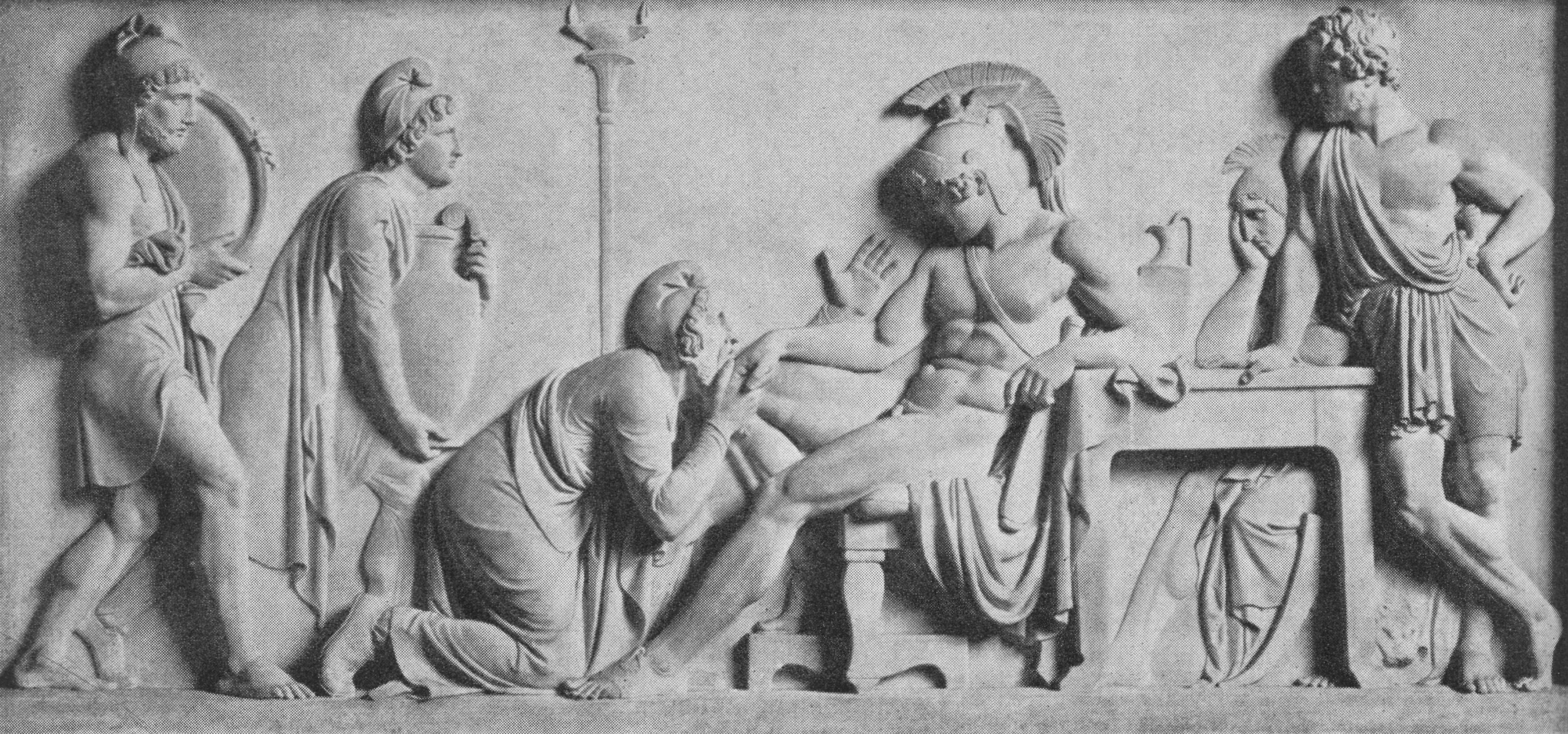
Priamo chiede ad Achille la restituzione del corpo di Ettore

Nella guerra di Troia era invece già anziano e non combatté sul campo di battaglia ma la osservò seduto sulle mura delle Porte Scee della città assieme ai suoi fratelli (Lampo, Clizio ed Icetaone) e con altri vecchi saggi del Consiglio. 

Priamo era inoltre un uomo buono e giusto ed a differenza dei suoi consiglieri si rifiutò di attribuire ad Elena la responsabilità dello scoppio della guerra (dandola invece a sé stesso); nell'Iliade si legge che addirittura le chiese di essere presentato ai comandanti nemici.
L'unica volta che scese sul campo di battaglia fu per giurare i patti del duello tra il figlio Paride e Menelao; un'altra sua uscita dalle mura fu quando si recò all'accampamento dei nemici greci per chiedere ad Achille la restituzione del corpo del figlio Ettore (ucciso in precedenza da Achille) che riportò indietro su un carro.. 

Prima della caduta di Troia perse quasi tutti i suoi figli maschi, uno dei quali, Licaone, subì anche il disonore della mancata sepoltura essendo finito nelle acque del fiume Scamandro.

### La morte

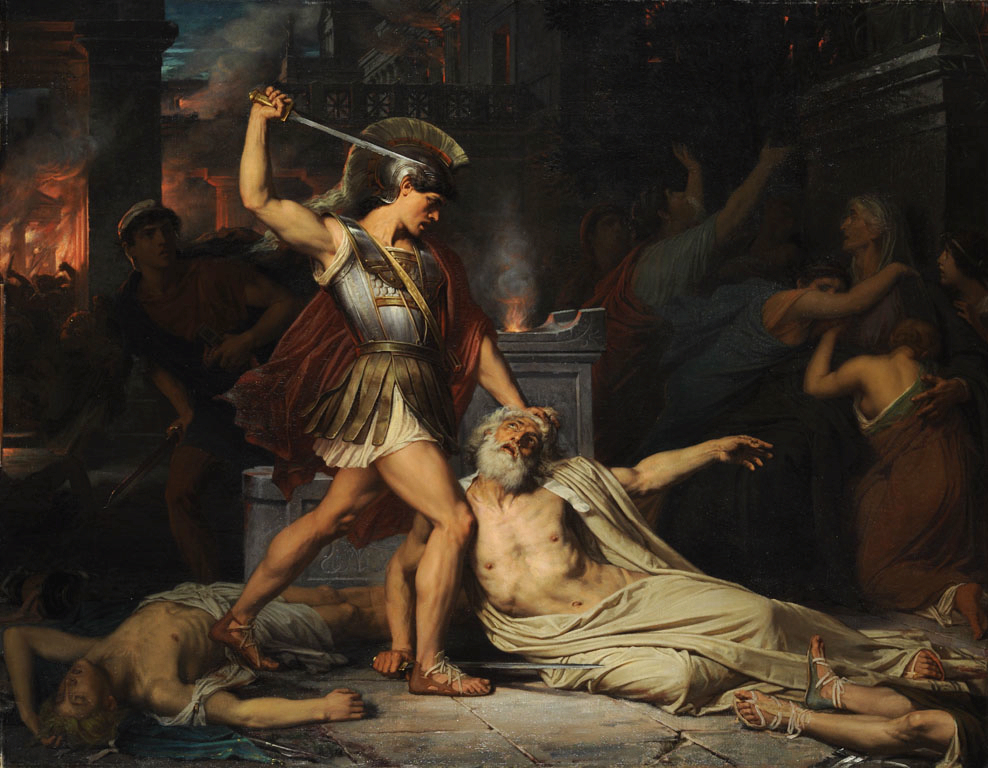
La morte di Priamo, dipinto di Jules Joseph Lefebvre

La morte di Priamo non è narrata nei poemi omerici, ma in altre opere come l'Eneide di Virgilio o la tragedia Le troiane di Euripide.
Nella notte in cui i greci riuscirono a penetrare a Troia, che venne data alle fiamme, Priamo rivestì la sua vecchia armatura desiderando cercare la morte nella mischia, ma la moglie Ecuba in lacrime lo convinse a rifugiarsi con le donne sull'altare di Zeus Erceo. Così egli vide coi propri occhi la morte del figlio Polite, ucciso da Pirro Neottolemo sui gradini dell'altare. Il vecchio re vibrò allora debolmente l'asta contro Neottolemo, senza riuscire a colpirlo: l'acheo lo afferrò e gli conficcò la spada in un fianco, uccidendolo. Sempre secondo il testo latino, al cadavere venne poi recisa la testa, ma non si dice se fu Neottolemo l'esecutore di tale atto.

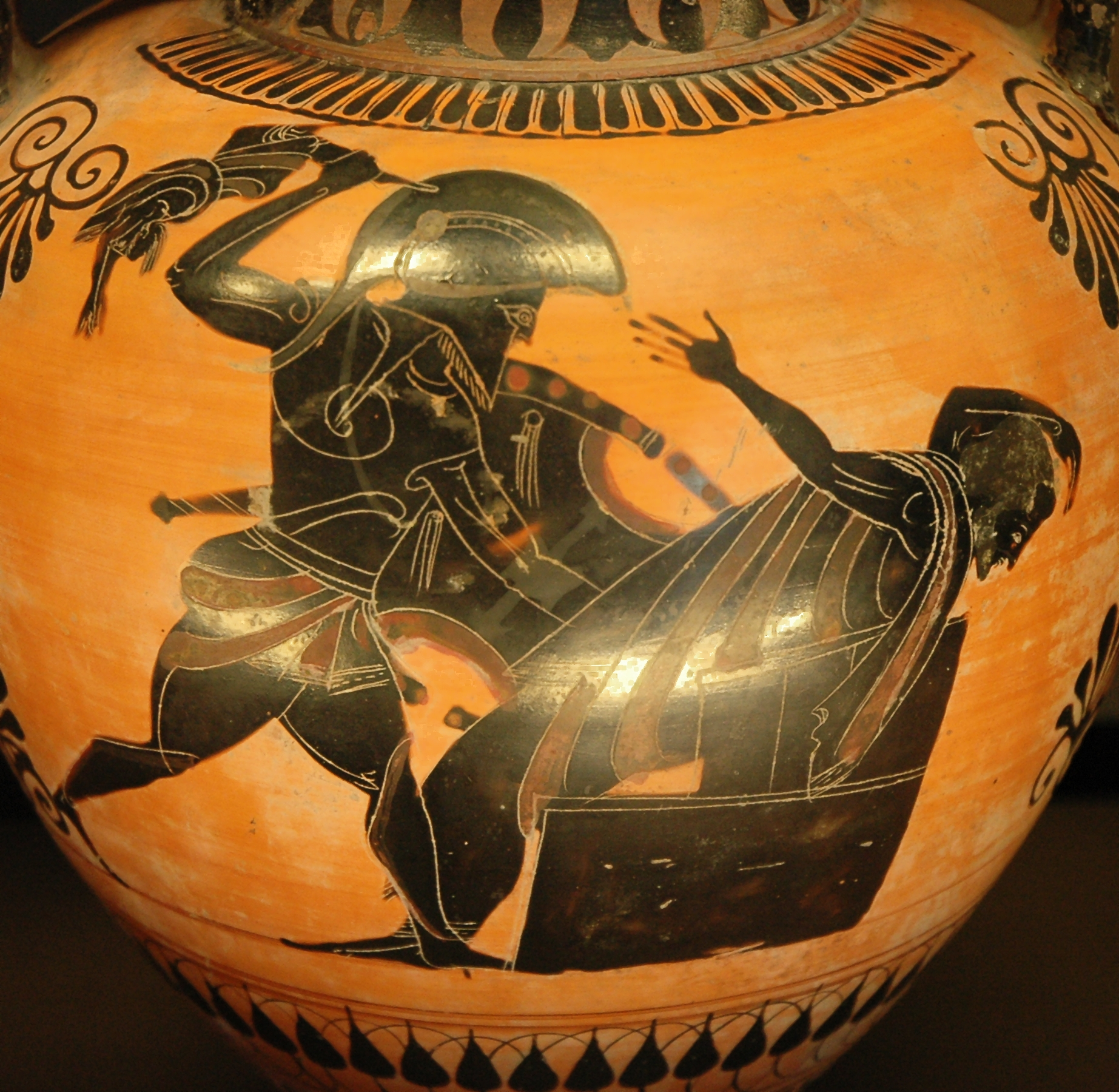
Neottolemo uccide Priamo percuotendolo a morte col cadavere di Astianatte, dettaglio da un'anfora attica a figure nere, VI secolo a.C., da Vulci, Museo del Louvre. Questa versione della morte di Priamo non si trova in nessuna delle fonti letterarie pervenuteci.

 "Ed ecco, scampato alla strage di Pirro, Polite,

uno dei figli di Priamo, tra i dardi, tra i nemici

fugge per i lunghi portici, e percorre gli atrii deserti,

ferito: impetuoso lo insegue Pirro con colpi minacciosi

e già lo afferra con la mano e lo preme con l'asta:

come infine giunse davanti allo sguardo dei genitori,

cadde, ed effuse con molto sángue la vita.

Allora Priamo, sebbene già nella stretta della morte,

tuttavia non si contenne, e non risparmiò la voce e l'ira:

 "Per tale delitto e prodezza", esclama, "gli dei,

se v'è nel cielo pietà che di questo si curi,

ripaghino degne grazie e rendano i premi

dovuti a te, che m'hai costretto ad assistere

alla morte del figlio, profanando con l'eccidio il volto paterno.

Ma non quell'Achille, del quale ti menti progenie,

si comportò così con il nemico Priamo; ma ebbe riguardo

ai diritti e alla fede del supplice, e rese il corpo esangue

di Ettore al sepolcro, e me rinviò nel mio regno".

Così parlò il vecchio e vibrò priva di slancio

l'innocua lancia che rimbalzò dal fioco bronzo

e pendette inutile dal sommo della borchia dello scudo.

A lui Pirro: "Dunque riferirai questo

ed andrai messaggero al genitore Pelìde; ricòrdati

di narrargli le mie atrocità, e che Neottolemo traligna.

Adesso muori." E dicendo così lo trascina tremante

agli altari, e sdrucciolante nel molto sangue del figlio,

gli afferra la chioma con la sinistra, con la destra solleva

la spada corrusca e gliela immerge tutta nel fianco.

Così si concluse il destino di Priamo, questa morte fatale

lo rapì mentre vedeva Troia in fiamme e Pergamo

crollata, egli un tempo superbo sovrano di tanti

popoli e terre d'Asia. Giace grande sul lido un tronco,

il capo spiccato dal busto, e un corpo senza nome " 
(Virgilio, Eneide, libro II, traduzione di Luca Canali)
In alcune raffigurazioni artistiche (vasi e anfore del VI secolo avanti Cristo), invece, il re troiano viene percosso a morte da Neottolemo col cadavere di Astianatte. Nessuna fonte letteraria pervenutaci descrive questa versione del mito.

## Il tesoro di Priamo
Il tesoro di Priamo è un insieme di oggetti in metalli preziosi che Heinrich Schliemann scoprì nel sito dell'antica Troia e che egli attribuì al re Priamo. Gli oggetti, ritrovati nel livello denominato Troia II, appartengono in realtà alla seconda metà del III millennio a.C. e sono dunque molto più antichi degli avvenimenti narrati nell'Iliade (che secondo la tradizione risalgono all'inizio del XII secolo a.C.).